# Billy Nordström
Billy Brandon Nordström, född 18 september 1995 i Gunnareds församling i Göteborg, är en svensk fotbollsspelare som spelar för Västra Frölunda IF.

## Karriär

### IFK Göteborg
I januari 2017 förlängde Nordström sitt kontrakt i IFK Göteborg med två år plus option på ytterligare ett år. Samtidigt blev det klart att han lånades ut till Varbergs BoIS över säsongen 2017.

### IF Brommapojkarna
I december 2018 värvades Nordström av IF Brommapojkarna.

### Östers IF
Den 29 november 2019 värvades Nordström av Östers IF, där han skrev på ett tvåårskontrakt.

### Utsiktens BK
I februari 2022 värvades Nordström av Utsiktens BK, där han skrev på ett ettårskontrakt.

### Västra Frölunda IF
I januari 2023 skrev Nordström på för Västra Frölunda IF.